# Tubbercurry
Tubbercurry ou Tobercurry, (en irlandais : Tobar an Choire) est une ville du comté de Sligo en Irlande. C'est la deuxième ville du comté en nombre d'habitants.

## Toponymie
Tobar an Choire en irlandais signifie la source du cirque.

## Histoire
La ville est citée pour la première fois en 1397 pour une bataille entre deux familles O'Connor, les O'Connor de Roscommon et les O’Connors de Sligo.

## Sites environnants
- Lough Talt

## Jumelages

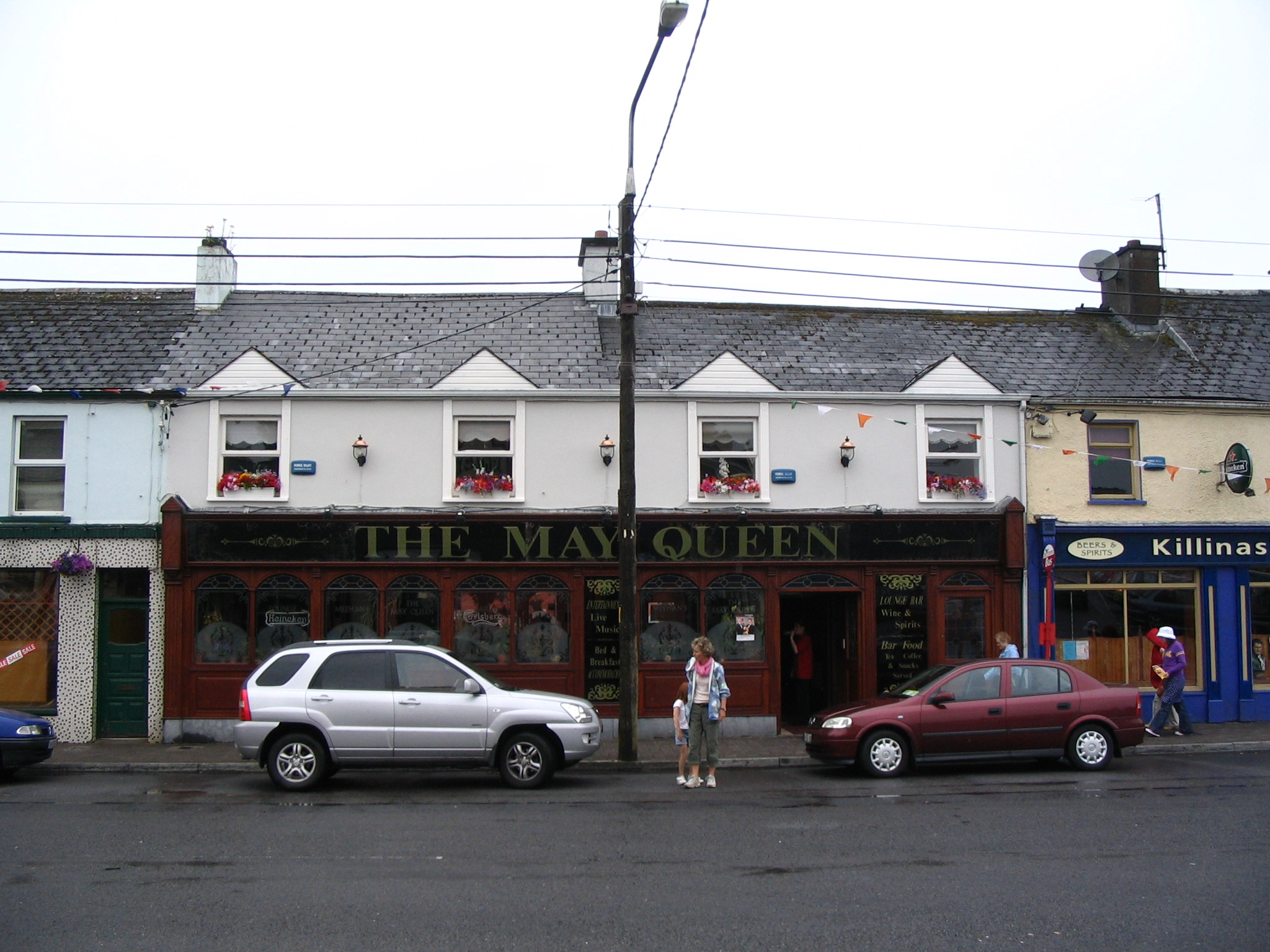
The May Queen, l'un des pubs de la rue principale de Tubbercurry.

Viarmes (France)